# Coole Park

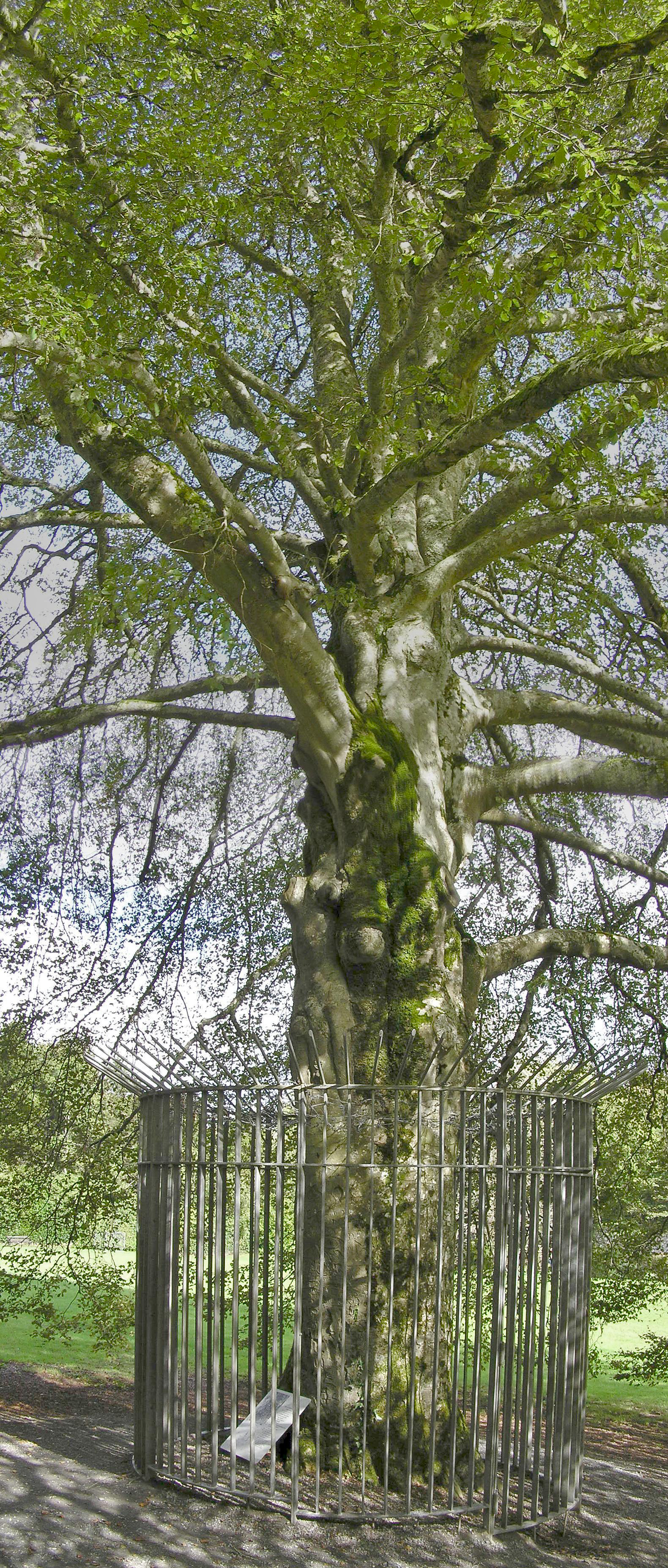
Autograph Tree im Coole Park

Der Coole Park (irisch Páirc na Cúile) ist eine ca. 405 Hektar große Parkanlage nahe der irischen Stadt Gort in der Grafschaft Galway. Ursprünglich gehörte das Anwesen samt Herrenhaus der Familie Gregory. Als Isabella Augusta Gregory 1932 starb, verkam das Haus immer mehr, bevor die Ruine Anfang der 1940er Jahre abgerissen wurde. Bereits 1927 hatte es Lady Gregory an den irischen Freistaat verkauft. Lediglich die Kunstwerke, Fotos und Texte der Gregorys blieben erhalten.
Der Park gehört heute dem Irish National Parks & Wildlife Service und besteht aus Wäldern, einer Reihe von Turloughs, einem 6 km langen Waldpfad und einer, von Mauern umschlossenen, Gartenanlage. Der Coole Park gehört seit 1979 durch einen EU-Beschluss aufgrund der dort ansässigen Vögel zu einem Naturschutzgebiet und gilt als Coole-Garryland Complex Special Area of Conservation. Die Parkanlage ist ganzjährig geöffnet; das Besucherzentrum lediglich von April bis September.

## The Autograph Tree
Innerhalb der umschlossenen Gartenanlage steht der sog. Autograph Tree (Unterschriftenbaum), eine Blutbuche, in deren Rinde sich seit Sommer 1898 viele irische Literaten und Freunde von Lady Gregory verewigten – darunter W. B. Yeats und sein Bruder Jack, George Bernard Shaw, John Millington Synge, Seán O’Casey, John Masefield, G. W. Russell, George Moore, Augustus John und der spätere erste Präsident Irlands, Douglas Hyde.
Das Gedicht The Wild Swans at Coole (Die wilden Schwäne von Coole), das von W. B. Yeats geschrieben wurde, beschreibt die Schönheit des Parks und die wilden Schwäne auf den dortigen Turloughs. Insgesamt verfasste Yeats fünf Gedichte über das Haus bzw. das Anwesen: Neben The Wild Swans at Coole waren dies I walked among the seven woods of Coole, In the Seven Woods, Coole Park, 1929 sowie Coole Park and Ballylee, 1931.